# Григорьев, Евгений Георгиевич
Евгений Георгиевич Григорьев (род. 5 апреля 1950 года, Нижнеилимский район, Иркутская область, СССР) — советский и российский учёный-хирург, клицинист широкого профиля, член-корреспондент РАМН (1999), член-корреспондент РАН (2014).
В 1973 году — окончил лечебный факультет Иркутского государственного медицинского института (ИГМИ).
В 1975 году — окончил клиническую ординатуру на кафедре госпитальной хирургии ИГМИ, затем в течение года работал ординатором торакального отделения Областной клинической больницы Иркутска.
С 1976 по 1993 годы — работает на кафедре госпитальной хирургии ИГМИ, пройдя путь от ассистента до и. о. профессора и заведующего кафедрой.
В 1983 году — защитил кандидатскую диссертацию, тема: «Эндоваскулярная терапия и хирургия заболеваний легких».
В 1990 году — защитил докторскую диссертацию, тема: «Диагностика и лечение легочного кровотечения».
В 1993 году назначен и. о. директора Института хирургии Восточно-Сибирского научного центра СО РАМН, а с 1995 года — директор Института хирургии ВСНЦ СО РАМН.
С 1998 по 2015 годы — директор Иркутского научного центра хирургии и травматологии.
С февраля 2009 года — директор Научного центра реконструктивной и восстановительной хирургии СО РАМН.
В 1993 году — присвоен учёное звание профессора.
В 1999 году — избран членом-корреспондентом РАМН.
В 2014 году — стал членом-корреспондентом РАН (в рамках присоединения РАМН и РАСХН к РАН).
Основные направления научных исследований — восстановительная и реконструктивная хирургия груди и живота, хирургия гнойных процессов.
Заведующий кафедрой госпитальной хирургии Иркутского государственного медицинского университета.

## Награды
- Орден Почёта
- Премия Правительства Российской Федерации в области науки и техники (в составе группы, за 2002 год) — за разработку и внедрение в клиническую практику новых технологий диагностики и лечения хирургических гнойно-септических заболеваний и осложнений[1]
- Заслуженный деятель науки Республики Бурятия
- Почётный гражданин Иркутской области
- Почётный профессор Монгольского университета
- Заслуженный врач Монголии (2007)